# Mike Heidorn
Mike Heidorn, nacido en 1967 en Belleville, Illinois es el antiguo batería y miembro fundador de las bandas de country alternativo Uncle Tupelo y Son Volt. Heidorn también tocó con The Primitives, los precursores de Uncle Tupelo y la banda  Coffee Creek junto a Jay Farrar y Jeff Tweedy de Uncle Tupelo y Brian Henneman de The Bottle Rockets. Heidorn se casó y abandonó Uncle Tupelo poco después de la grabación de su tercer disco, March 16–20, 1992. Después de la ruptura del grupo, Heidorn volvió a unirse a Farrar para la primera formación de Son Volt, aunque no stuvo involucrado en la reforma de la banda de 2005 y ya no ejerce como músico profesional.